# Athens (Illinois)
Pour les articles homonymes, voir Athens.
Athens est une petite ville du comté de Menard dans l'Illinois aux États-Unis. Elle est incorporée le 18 juin 1875.

## Démographie
Lors du recensement de 2010, la ville comptait une population de 1 988 habitants. Elle est estimée, en 2016, à 1 950 habitants.

## Personnalités
- Jack Brittin (en), joueur de baseball.
- H. V. Porter (en), éducateur, entraîneur puis administrateur sportif.

## Source de la traduction
- (en) Cet article est partiellement ou en totalité issu de l’article de Wikipédia en anglais intitulé « Athens, Illinois » (voir la liste des auteurs).